# Саичена носия
Саичената носия е женски традиционен костюм, една от главните категории на женските български носии, наред с двупрестилчената и сукманената носия.
Характерна е с носенето върху ризата на сая – дебела вълнена закопчаваща се отпред дреха, върху която се носи една предна престилка, често пъстра и избродирана. Саите се отличават от сукманите главно по това, че са отворени отпред, но при препасване с престилка двете дрехи трудно се отличават.
В края на XIX век саичената носия е разпространена в Родопите и Македония, до Дупнишко, Кюстендилско и Радомирско на север. В Средните Родопи тя се използва успоредно със сукманената носия.